# Puerta del Arrabal (Daroca)
La puerta del Arrabal es una de las puertas que da acceso al recinto defensivo de la muralla de Daroca. Fue declarada monumento nacional junto con el resto del conjunto de fortificaciones de Daroca en resolución: 03/06/1931 Publicación: 04/06/1931. 

## Descripción
También conocida como el Postigo como portillo de San Valero, por su cercanía a la antigua ermita dedicada al santo y desde el cual se aprecia una magnífica panorámica de la población.
Muy cercana a la Puerta Baja, se trata de una puerta en arco de ladrillo, de medio punto y rellenas las enjutas en piedra sillar. se encuentra situada en la parte baja de la ciudad y ha sido restaurada recientemente coronandola de almenas, y ornamentandola al estilo mudéjar a semejanza de la muralla en la que se encuentra enmarcada.